# Dalwhinnie
Dalwhinnie est une distillerie de whisky située dans les Highlands en Écosse (le mot signifie lieu de rencontre en gaélique écossais). Elle est la distillerie la plus élevée de ce pays avec une altitude de 326 mètres.

## Histoire
Fondée en 1897, la distillerie prend tout d'abord le nom de Strathspey mais elle fait faillite au bout d'un an. Elle est alors rachetée cette même année 1898 et prend le nom du village où elle est située : Dalwhinnie. En 1905, Cook & Bernheimer la rachète afin de produire un blend destiné aux États-Unis. Elle connaît ensuite plusieurs rachats, un incendie en 1934 qui l'oblige à rester fermée jusqu'en 1937 et une nouvelle fermeture à cause de la Seconde Guerre mondiale. Elle ouvre à nouveau en 1947 et se fait connaître pour sa production de single malt bien que l'essentiel de celle-ci soit toujours destinée au blending et en particulier au Black and White.

## Production
L’eau utilisée par Dalwhinnie provient du ruisseau Allt an t'Sluie Burn. La distillerie dispose d’une cuve de brassage (mashtun) de 6,8 tonnes et de six cuves de fermentation (wash backs), chacune de 34 000 litres. La distillation se fait au moyen de deux alambics, un wash still de 17 000 litres et un spirit still de 14 000 litres chauffés à la vapeur. Cette distillerie est l'une des rares à utiliser encore des serpentins (worm), en tant que condenseurs dans l'étape de la distillation.

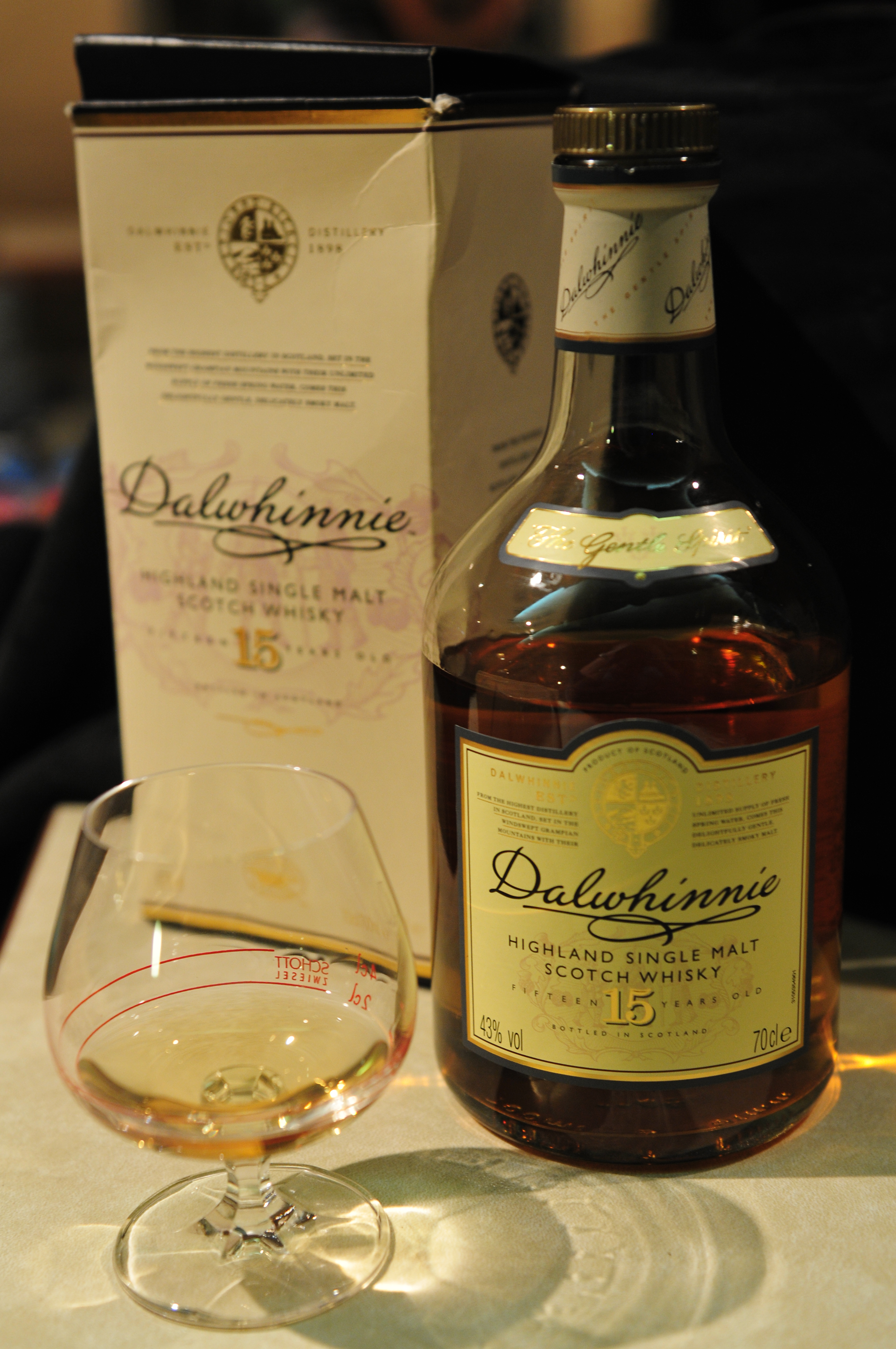

Embouteillage officiel
- Dalwhinnie 15 ans